# 탈출 명령
"탈출 명령"(탈출명령)은 한국에서 제작된 강범구 감독의 1966년 영화이다. 신영균 등이 주연으로 출연하였고 김인동 등이 제작에 참여하였다.

## 출연

### 주연
- 신영균
- 박노식
- 왕모추

## 기타
- 원작자: 이경재
- 조명: 윤창화